# Сабеи

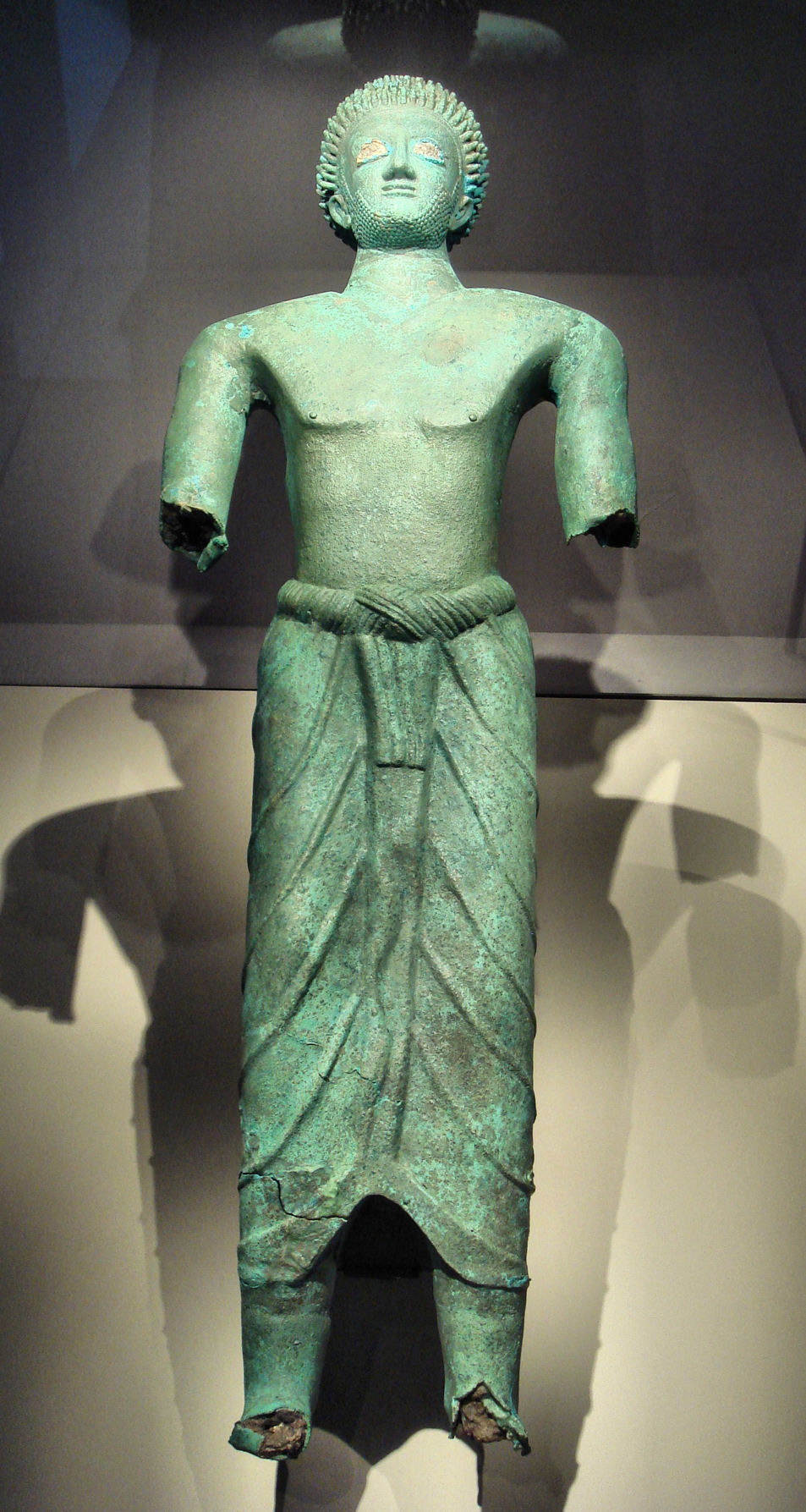
Бронзовая статуя мужчины Сабейской культуры. Лувр. 2007 год.

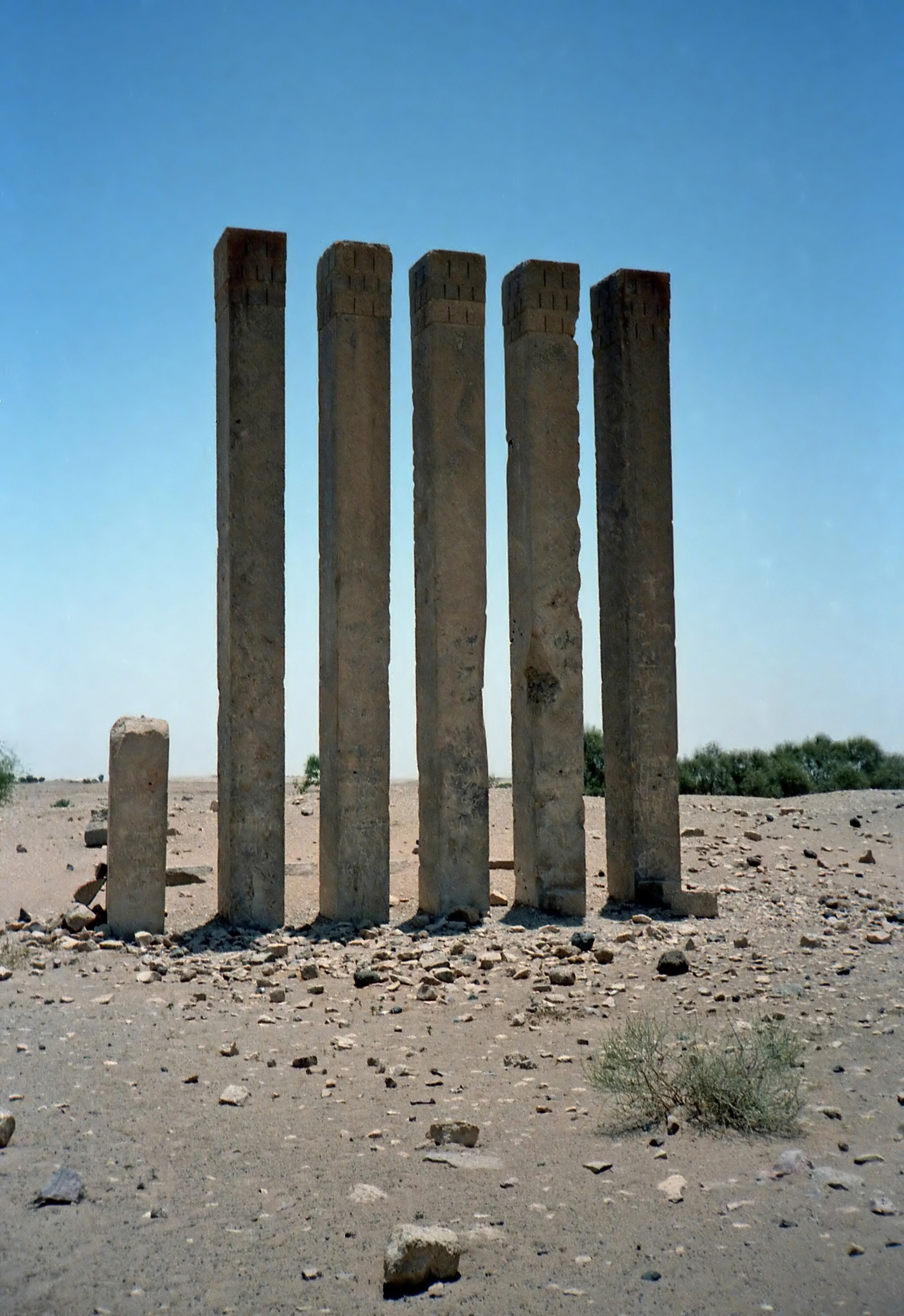
Руины сабейского храма Бар’ан около сабейской столицы, Мариба.

Походы царя Карибила Ватара против Аусанского царства (территория Аусанского царства выделена оранжевым)

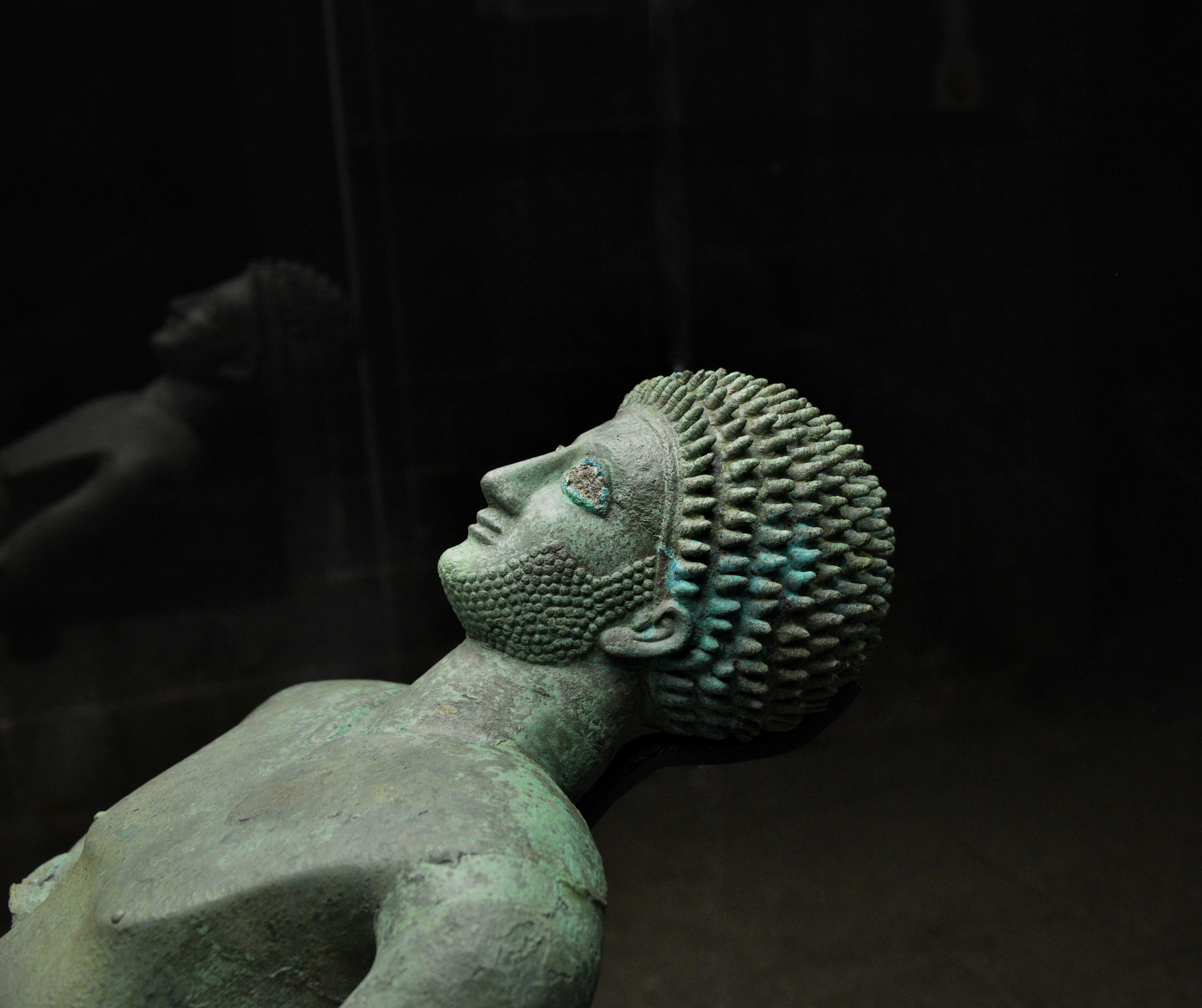
Голова бронзового мужчины Сабейской культуры. Йеменский национальный музей в Сане. 2014 год.

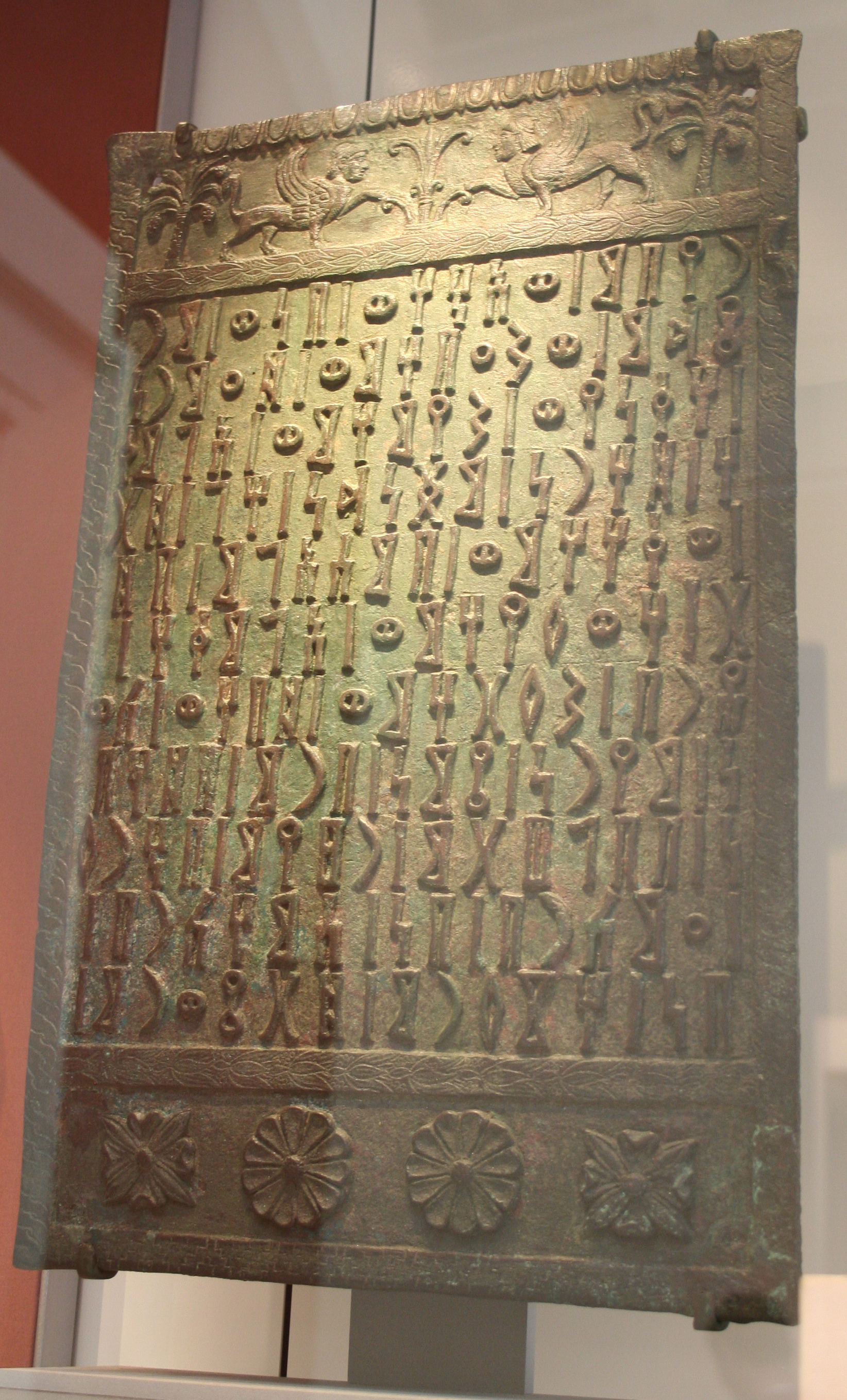
Надпись на сабейском языке из Амрана. Британский музей, Лондон.

Сабеи (сабейцы, греч. Σαβαίοι) — название одного из главных народов (ша`бов) в Южной (Плодородной) Аравии, который в древности господствовал на территории современного Йемена и создал Сабейское царство.
Греческие и римские писатели одинаково указывают на высокую культуру страны и на её богатство, о котором передавались баснословные рассказы. Сабеи вели обширную торговлю золотом, драгоценными камнями и т. п. с Сирией, Египтом, Индией и Эфиопией; о богатстве сабеев свидетельствуют также рассказы в Коране; в Библии написано о царице Савской, современнице царя Соломона.

## История
Сабейская цивилизация — одна из древнейших на Ближнем Востоке — сложилась в конце 2-го тысячелетия до н. э. на территории Южной Аравии, в плодородном, богатом водой и солнцем регионе, который находится на границе с пустыней Рамлат ас-Сабатейн, по-видимому, в связи с переселением сабеев из северо-западной Аравии, связанным со становлением трансаравийского Пути благовоний. А. Г. Лундиным высказывались предположения (пока недостаточно подтверждённые фактами), что первоначально с середины 2-го тысячелетия до н. э. в союз Саба входило три аравийских племени, но приблизительно в XIII или XII веке до н. э. к нему присоединились ещё три, объединившиеся прежде в союз Файшан.
Самые ранние упоминания Сабейского царства в письменных источниках относятся к IX веку до н. э., а начало его расцвета приходится на VIII век до н. э. Таким образом, расцвет царства приходится на период между 800 и 450 годами до н. э. Ключевым правителем, был, видимо, царь (мукарриб) Карибил Ватар Великий, известный из длинной храмовой надписи, где, в частности, говорится о его борьбе с Аусанским царством.
В начальный период своей истории Саба служила перевалочным пунктом в торговле: сюда поступали товары из Хадрамаута, и отсюда отправлялись караваны в Месопотамию, Сирию и Египет (Ис. 60:6; Иов. 6:19). Наряду с транзитной торговлей Саба получала доходы от продажи благовоний местного производства (Иер. 6:20; Пс. 71:10). Вблизи столицы Сабы, Мариба (Мариабы), была сооружена огромная плотина, благодаря чему оказалась орошённой огромная, прежде бесплодная и мёртвая территория — страна превратилась в богатый оазис.
Уже в 715 году до н. э. сабеи были в числе народов, плативших дань ассирийцам; но эта зависимость была непродолжительна. Соперниками сабеев в Южной Аравии были маинцы (минеи), которые представляли собой важную торговую политию; они вели с сабеями постоянную борьбу и впоследствии были ими вытеснены.
Сабейская колонизация благотворно влияла на прогресс в сопредельных регионах Африки. В VIII веке до н. э. на эфиопские земли прибыла крупная сабейская колония, стремительно отделившаяся от своей аравийской метрополии. С прибытием сабеев связана известная эфиопская легенда о «Соломоновой династии», представителями которой якобы являлись эфиопские цари. Согласно легенде, все они были потомками древнеизраильского царя Соломона и библейской царицы Савской, то есть, правительницы Сабейского царства. Эфиопы традиционно называли царицу Савскую эфиопской Македой или Билкис. Переселение аравийцев на плато Тигре привело к распространению в Эфиопии не только семитских языков, но и многочисленных навыков: каменного строительства методом сухой кладки и резьбы по камню, расписной керамики и ещё некоторых достижений цивилизации. Смешавшись с кушитами, обитавшими в регионе Тигре, аравийские переселенцы образовали агази — древнеэфиопскую народность, по имени которого современная территория Тигре стала известна как «страна Агази», а древнеэфиопский язык — как геэз.
В 25 году до н. э. в страну сабеев предпринимал поход римский наместник Египта Элий Галл, но безуспешно. Впрочем, в «Деяниях божественного Августа» Август Октавиан хвастает: «По моему приказу и по моей воле были направлены два войска в одно примерно время в Эфиопию и в Аравию, которая называется Счастливой, и огромные обоих враждебных народов войска были перебиты в сражении, и множество городов было захвачено. В Эфиопии они дошли до города Напаты, с которым соседствует Мероэ. В Аравии до пределов сабейцев прошагало вой[ск]о, до города Мариба».
О крепости города свидетельствуют остатки стен, о высокой культуре страны — постройка крепкой плотины для больших цистерн вверху города, следы которой сохранились до сих пор. С течением времени город и страна пришли в упадок вследствие изменения торговых путей. В III веке господству сабеев был положен конец химьяритами, которые уже захватывали Сабу в I—II веках н. э.
Некоторые источники указывают на присутствие сабеев на севере Аравии во времена Ассирийской империи. В ряду других североаравийских племён сабеи упоминаются на стеле Тиглатпаласара III. Эти северные сабеи по ряду признаков могут быть ассоциированы с савеянами, упоминаемыми в книге Иова (Иов. 1:15), Савой из книги пророка Иезекииля (Иез. 27:22), а также с внуком Авраама Шевой (Быт. 25:3, ср. также Быт. 10:7, Быт. 10:28) (упоминаемое рядом имя брата Шевы, Дедана, связано с оазисом Эль-Ула к северу от Медины). По мнению историка Дж. А. Монтгомери, в X веке до н. э. сабеи жили в Северной Аравии, хотя и контролировали торговые пути с юга.

## Периодизация
История Сабейского царства подразделяется на три основных периода:
1. Период мукаррибов Саба' (приблизительно первая половина 1-го тысячелетия до н. э.).
2. Период царей Саба' (приблизительно вторая половина 1-го тысячелетия до н. э.).
3. Период царей Саба' и зу-Райдана (I век до н. э. — III век н. э.)[2].

## Язык
Сабейский язык принадлежал к южноаравийской подгруппе семитской группы афразийской языковой семьи и использовал южноаравийское письмо.

## Религия
Сабеи исторически (и в большинстве) были язычниками.
- Астар — верховное божество.
- Хавбас — супруга Астара.